# Кармановка (деревня)
Кармановка — деревня в Бардымском районе Пермского края при впадении одноимённой реки в Чапчельду. Входит в состав Печменского сельского поселения.
По результатам переписи 2010 года численность населения составила 290 человек, в том числе 146 мужчин и 144 женщины.
В 2005 году численность населения составляла 302 человека.
Находится примерно в 31 км к юго-востоку от центра села Барда.